# Argophyllum brevipetalum
Argophyllum brevipetalum är en tvåhjärtbladig växtart som beskrevs av André Guillaumin. Argophyllum brevipetalum ingår i släktet Argophyllum och familjen Argophyllaceae. Inga underarter finns listade i Catalogue of Life.